# Absolute Music 1
Absolute Music 1 er en kompilation i serien Absolute Music udgivet den 6. november 1992. Cd-versionen indeholder 18 sange, mens bånd- og vinyl-versionen indeholder 24 sange. Nogle af sangene udkom senere på The Best Of Absolute Music 1-2-3.

## Sangliste (CD)
| 1.  | "Sweat (A La La La La Long)"             | Ian Lewis; Roger Lewis                                         | Lewis, Lewis, Touter Harvey          | Inner Circle     | 3:45 |
| 2.  | "Everytime We Touch"                     | Maggie Reilly, Stuart Mackillop, Peter Risavy                  | Armand Volker                        | Maggie Reilly    | 3:59 |
| 3.  | "How Do You Do!"                         | Per Gessle                                                     | Clarence Öfwerman                    | Roxette          | 3:09 |
| 4.  | "Himlen Runt Hörnet"                     | Mauro Scocco                                                   |                                      | Lisa Nilsson     | 4:24 |
| 5.  | "Hvorfor Er Lykken Så Lunefuld?"         | Carl Viggo Meincke                                             | Karen Jønsson, Lars Haagensen        | Lars H.U.G.      | 4:09 |
| 6.  | "Walking on Broken Glass"                | Annie Lennox                                                   | Stephen Lipson                       | Annie Lennox     | 4:12 |
| 7.  | "Money Love"                             | Neneh Cherry, Jon Sharp, Cameron McVey                         | Cherry, Jonny Dollar, McVey          | Neneh Cherry     | 3:45 |
| 8.  | "Feels Like Forever"                     | Diane Warren, Bryan Adams                                      |                                      | Joe Cocker       | 4:32 |
| 9.  | "Knowing Me Knowing You"                 | Benny Andersson, Björn Ulvaeus, Stig Anderson                  | Andersson, Ulveaus, Sanne Salomonsen | Sanne Salomonsen | 4:00 |
| 10. | "Rub It In"                              | Tamra Rosanes                                                  |                                      | Tamra Rosanes    | 2:46 |
| 11. | "You Bring on the Sun"                   | Jimmy Chambers, George Chandler, Jimmy Helms, William Henshall |                                      | Londonbeat       | 3:31 |
| 12. | "Give It Up"                             | Wilson Phillips, Glen Ballard                                  | Ballard                              | Wilson Philips   | 3:43 |
| 13. | "Claggin' On"                            | Henning Stærk                                                  | Chris East, Mickey Jupp              | Henning Stærk    | 3:34 |
| 14. | "Weather With You"                       | Neil Finn, Tim Finn                                            | Mitchell Froom, N.Finn               | Crowded House    | 3:45 |
| 15. | "Life is a Highway"                      | Tom Cochrane                                                   | Cochrane, Joe Hardy                  | Tom Cochrane     | 4:26 |
| 16. | "Jesus He Knows Me"                      | Tony Banks, Phil Collins, Mike Rutherford                      | Genesis, Nick Davis                  | Genesis          | 4:18 |
| 17. | "I Drove All Night"                      | Billy Steinberg, Tom Kelly                                     | Jeff Lynne                           | Roy Orbison      | 3:46 |
| 18. | "Success Has Made A Failure Of Our Home" | Johnny Mullins                                                 |                                      | Sinéad O'Connor  | 4:29 |

## Sangliste (BÅND/VINYL)

### Bånd 1/Vinyl 1
1. Inner Circle – "Sweat (A La La La La Long)"
2. Maggie Reilly – "Everytime We Touch"
3. Roxette – "How Do You Do!"
4. Lisa Nilsson – "Himlen Runt Hörnet
5. En Vogue – "My Lovin'"
6. Lars H.U.G. – "? Er Lykken Så Lunefuld"
7. Annie Lennox – "Walking On Broken Glass"
8. Neneh Cherry – "Money Love"
9. Joe Cocker – "Feels Like Forever"
10. Sanne Salomonsen – "Knowing Me Knowing You"
11. Tamra Rosanes – "Rub It In"
12. Mats Ronander og Kim Larsen – "Gör Mig Lycklig Nu"

### Bånd 2/Vinyl 2
1. Thunder – "Low Life In High Places"
2. Londonbeat – "You Bring On The Sun"
3. Wilson Philips – "Give It Up"
4. Anne Dorte Michelsen – "Kalder Mig Tilbage"
5. Laura Branigan – "Self Control" (Classic Summer Mix 1992)
6. Gary Moore – "Separate Ways"
7. Henning Stærk – "Claggin' On"
8. Crowded House – "Weather With You"
9. Tom Cocrane – "Life Is A Highway"
10. Genesis – "Jesus He Knows Me"
11. Roy Orbison – "I Drove All Night"
12. Sinéad O'Connor – "Success Has Made A Failure Of Our Home"